# 聖哈辛托號航空母艦

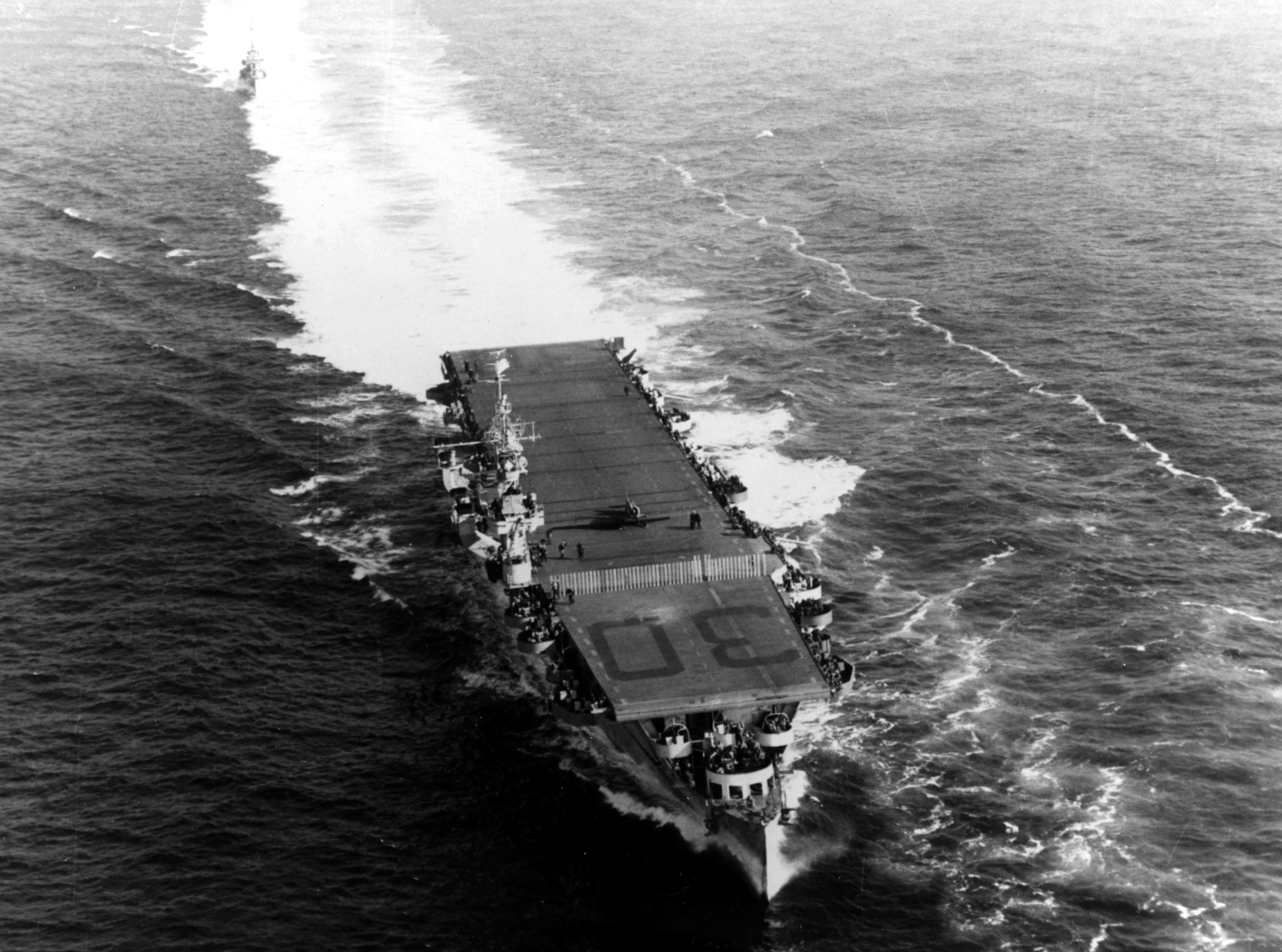
1944年1月23日，航行於美國東岸外海的聖哈辛托號

圣哈辛托号輕型航空母艦（英語：USS San Jacinto CVL-30）是美國海軍一艘活躍於二次大戰期間的航空母艦，也是美國海軍史上第二艘以聖哈辛托為名的戰鬥用船隻（第一艘聖哈辛托號是一艘於1850年時下水的蒸汽快速戰艦（Screw frigate））。

## 歷史

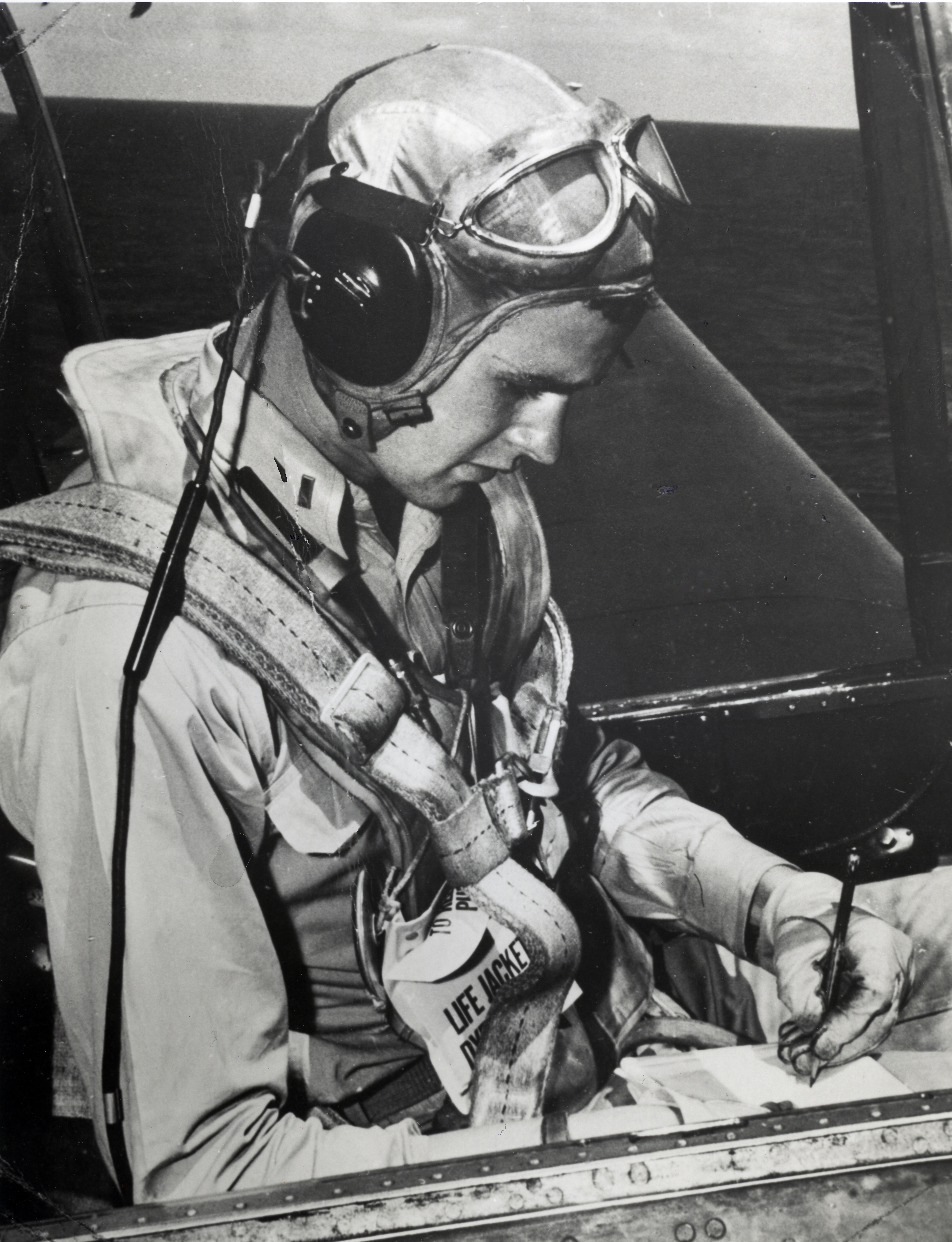
喬治·H·W·布希在復仇者式魚雷轟炸機上

聖哈辛托號是獨立級航空母艦的九號艦，此級船艦是以克里夫蘭級輕型巡洋艦為基礎經過改裝或設計變更而成，因此擁有瘦長的艦體外型，與一般標準的航空母艦不大相同。其中聖哈辛托號初始時是以輕巡洋艦紐華克號（英語：Newark CL-100）的身份進行規劃，並且在1942年6月2日、於尚未開工建造的狀態下變更用途與名稱為復仇號航空母艦（英語：Reprisal CV-30），並在同年10月26日、在位於紐澤西州卡姆登（Camden, NJ）的紐約造船廠（New York Shipbuilding Co.）起造。1943年1月30日，有鑑於該艦是由德州人民捐款協助建造的，因此改選擇一個對德州較有紀念意義的名稱，而根據聖哈辛托之役（Battle of San Jacinto）命名為聖哈辛托號，並在同時修改船隻等級，編號重新改為代表輕型航空母艦的CVL-30。
聖哈辛托號參與過太平洋地區多場著名的戰役，包括1944年6月的菲律賓海戰。在曾經於該艦上服役的飛行員中，最出名者莫過於多年後當上美國總統的喬治·H·W·布希，當時聖哈辛托號正在執行自1944年7月中開始、針對小笠原群島附近海域的戰鬥巡邏（Combat Air Patrol, CAP）與反潛巡邏（Anti-Submarine Patrol, ASP）任務，作為美軍進攻帛琉前對日軍的壓制作戰，是麥克阿瑟與尼米茲著名的“跳岛战术”之一部分。9月2日，才剛滿20歲不久的布希駕駛著一架復仇者式魚雷轟炸機（TBF Avenger）在父島附近遭日方擊落而被迫跳傘，機上三名成員中只有布希一人生還，他在順利獲救後獲得勳章。
聖哈辛托號在大戰結束後的1947年3月1日除役，改編入美國海軍太平洋儲備艦隊（Pacific Reserve Fleet），駐於加州聖地牙哥。1959年5月15日時改艦等為輔助飛機運輸船（Auxiliary Aircraft Transport），艦體編號AVT-5。直到1970年6月1日該艦才正式自美國海軍船隻名冊中除名，並於1971年12月15日於加州長堤的終端島（Terminal Island）解體拆除。